# Luciano Frosini
Luciano Frosini (né le 27 décembre 1927 à Pontedera et mort le 16 juin 2017 à Follonica) est un coureur cycliste italien. Professionnel de 1949 à 1956, il a notamment remporté une étape du Tour d'Italie.

## Palmarès

### Palmarès amateur
- 1948
  - Giro del Casentino
  - Florence-Viareggio
  - 3e et 8e étapes du Tour des Pouilles et de Lucanie

### Palmarès professionnel
- 1948
  - 2e du Grand Prix Ceramisti
- 1949
  - 1re étape du Tour du Latium
- 1950
  - 2e du Tour d'Ombrie
  - 3e du Tour de Vénétie
- 1951
  - 16e étape du Tour d'Italie
- 1952
  - 3e du Tour de Campanie
  - 3e du Tour du Latium
- 1953
  - 3e du Grand Prix de l'industrie et du commerce de Prato
- 1954
  - 9e étape du Tour d'Europe

## Résultats sur les grands tours

### Tour d'Italie
- 1949 : 53e du classement général
- 1950 : abandon
- 1951 : 56e
- 1952 : 51e
- 1953 : 49e
- 1954 : abandon